# امامزاده عبدالله (لواسان)
امامزاده عبداللهِ جائیجِ لواسان تصور می‌رود که از نوادگان (نتیجه) موسی الکاظم است که در قرون اولیه اسلامی از مدینه به ایران مهاجرت کرد و در ایران درگذشت.
ساختمان مقبره این امامزاده در شهر لواسان، بلوار امام خمینی، گورستان محله قدیمی جائیج (جاج) واقع شده و قسمتی از صحن خارجی آن به مزار منصور راکی و گورستان جائیچ اختصاص داده شده که در مجاورت مسجدالنبی جائیج قرار گرفته‌است.
این بنا در فهرست آثار تاریخی سازمان میراث فرهنگی به ثبت رسیده و در سالهای اخیر تحت نظر کارشناسان آن سازمان مورد مرمت و باز سازی قرار گرفته‌است.

## معماری سقف
گنبد آن با ارتفاع چهار متر به صورت مخروطی شکل بوده و فاقد گلدسته‌است.